# Tumbledown Hill
Tumbledown Hill är en kulle i Antarktis. Den ligger i Östantarktis. Australien gör anspråk på området. Toppen på Tumbledown Hill är 105 meter över havet. Tumbledown Hill ligger vid sjöarna  Zhinu Hu och Malachite Lake.
Terrängen runt Tumbledown Hill är varierad. Havet är nära Tumbledown Hill åt nordväst. Trakten är glest befolkad. Närmaste befolkade plats är Zhongshan Station, 13,4 kilometer öster om Tumbledown Hill. 